# Claus Mørch
Claus Severin Mørch (ur. 3 kwietnia 1976 w Oslo) – norweski szpadzista, brązowy medalista mistrzostw świata.
W 1993 roku zdobył złoty medal indywidualnie wśród kadetów na mistrzostwach świata juniorów w Denver. Na rozgrywanych dwa lata później mistrzostwach świata juniorów w Paryżu zdobył indywidualnie brązowy medal.
Podczas mistrzostw świata w Lipsku w 2005 roku wywalczył indywidualnie brązowy medal. Wyprzedzili go jedynie Rosjanin Pawieł Kołobkow i Francuz Fabrice Jeannet. Był też między innymi czternasty w zawodach drużynowych na mistrzostwach świata w La Chaux-de-Fonds w 1998 roku.
Nigdy nie wziął udziału w igrzyskach olimpijskich.
Jego siostra, Margrete Mørch, ojciec, Claus Mørch, wuj Ole Mørch i dziadek, Claus Mørch także uprawiali szermierkę.